# 法定計量単位
法定計量単位（ほうていけいりょうたんい、英語: statutory measurement units、legal measuring units）は、計量法の定める語で、特定の72個の「物象の状態の量」に対応する全部で219個の「計量単位」をいう。（#法定計量単位の一覧）。
計量法は、同法の定める「取引または証明」に用いる計量単位を法定計量単位として定め、それ以外の非法定計量単位について取引や証明における使用を制限している。

## 意義
今井秀孝は法定計量単位の意義を次のように述べている。

## 物象の状態の量
計量法では、取引または証明、産業、学術、日常生活等の分野での計量で重要な機能を期待されているか否かという観点から対象とすべき事象等として89量を列挙し、これを「物象の状態の量」(quantity of the state of physical phenomena)と規定している。
計量法の第2条第1項は、下記の89量を総称して「物象の状態の量」と定義しているのみであるが、以下の物理量、工業量、感覚量に分類できる。
- 物理量(physical quantity)：物や現象であって、その物理的性質がわかっているものを「物理量」という。計量または計測は、普通この種の量を計ることを指す。

- 工業量：工業の分野で、例えば金属の硬さのように物理的性質がはっきりしない量であっても、測る必要があるものがあり、便宜な方法を約束して測っているもの。JISの計測用語で定められている。

- 感覚量：騒音などは人の感覚に左右されるものであるが、公害対策のため数量的に表す方法が約束されている量。

物象の状態の量として挙げられた89量について、確立された単位の有無により典型72量とその他の17量とに2分される。

### 確立された計量単位の存在する72の物象の状態の量
「典型72量」と呼ばれる。1)長さ、2)質量、3)時間、4)電流、5)温度、6)物質量、7)光度、8)角度、9)立体角、10)面積、11)体積、12)角速度、13)角加速度、14)速さ、15)加速度、16)周波数、17)回転速度、18)波数、19)密度、20)力、21)力のモーメント、22)圧力、23)応力、24)粘度、25)動粘度、26)仕事、27)工率、28)質量流量、29)流量、30)熱量、31)熱伝導率、32)比熱容量、33)エントロピー、34)電気量、35)電界の強さ、36)電圧、37)起電力、38)静電容量、39)磁界の強さ、40)起磁力、41)磁束密度、42)磁束、43)インダクタンス、44)電気抵抗、45)電気のコンダクタンス、46)インピーダンス、47)電力、48)無効電力、49)皮相電力、50)電力量、51)無効電力量、52)皮相電力量、53)電磁波の減衰量、54)電磁波の電力密度、55)放射強度、56)光束、57)輝度、58)照度、59)音響パワー、60)音圧レベル、61)振動加速度レベル、62)濃度、63)中性子放出率、64)放射能、65)吸収線量、66)吸収線量率、67)カーマ、68)カーマ率、69)照射線量、70)照射線量率、71)線量当量、72)線量当量率の72量である。
（注）各々の物象の状態の量の前に付した数字は、計量法第2条第1項第1号における列挙順の番号である。

### 確立された計量単位のない17の物象の状態の量
73)繊度、74)比重、75)引張強さ、76)圧縮強さ、77)硬さ、78)衝撃値、79)粒度、80)耐火度、81)力率、82)屈折度、83)湿度、84)粒子フルエンス、85)粒子フルエンス率、86)エネルギーフルエンス、87)エネルギーフルエンス率、88)放射能面密度、89)放射能濃度の17量である。
（注）各々の量の前に付した数字は、計量単位令第1条における列挙順序であり、典型72量からの通し番号である。

## 定義と分類
確立された計量単位の存在する典型72量に対応する計量法第3条から第5条までに規定する計量単位＋ヤードポンド法による計量単位＋仏馬力を「法定計量単位」という。法定計量単位はその種類毎に、計量法と計量単位令において定められている。またそれぞれの計量単位の定義は、計量単位令に示されている。
このようにして法定計量単位を明示する理由は、この明示によってどの計量単位が非法定計量単位であるかが明確になり、それによって、非法定計量単位の使用の禁止を担保するためである。

### 分類
計量法に定める法令計量単位の分類は次のようになる。
表中の語の意味は次の通りである。
- 法：計量法[8]
- 政令：計量単位令[9]

| 計量法の根拠条項                     | 名称                                  | 定義の定め方                                                   | 列挙・定義の箇所           | 使用範囲の制限                                     | 量と単位の数    |
| ------------------------------------ | ------------------------------------- | -------------------------------------------------------------- | -------------------------- | -------------------------------------------------- | --------------- |
| 3条                                  | いわゆるSI単位                        | 国際度量衡総会の決議、国際的な決定と慣行に従い、政令で定める。 | 法別表第1下欄、政令別表第1 | なし                                               | 65量132単位     |
| 4条1項                               | SI単位のない量の非SI単位              | 政令で定める。                                                 | 法別表第2下欄、政令別表第2 | なし                                               | 7量9単位        |
| 4条2項                               | SI単位のある量の非SI単位              | 政令で定める。                                                 | 法別表第3下欄、政令別表第3 | なし                                               | 5量18単位       |
| 5条1項                               | 倍量・分量単位(SI接頭語) を付した単位 | 政令で定める。                                                 | 政令4条、別表4、5、6       | 接頭語を付することができない単位が明示されている。 | ---             |
| 5条2項                               | 特殊の計量に用いる単位                | 政令で定める。                                                 | 政令別表第6                | 定められた使用範囲に限る。                         | 9量13分野26単位 |
| 法附則5条1項                         | ヤードポンド法による計量単位          | 政令で定める。                                                 | 政令別表第7                | 航空関係、輸入された商品に限る。                   | 14量33単位      |
| 法附則6条                            | 仏馬力                                | 政令で定める。                                                 | 政令11条                   | 内燃機関・外燃機関に関することに限る。             | 1量1単位        |
| 合計（SI接頭語を付した単位を除く。） |                                       |                                                                |                            |                                                    | 219単位         |

## 規制
計量法では第8条第1項において「法定計量単位以外の計量単位（非法定計量単位）は、72の物象の状態の量について、取引又は証明に用いてはならない。」と定めている。つまり典型72量については、取引または証明において非法定計量単位の使用を禁止している。この禁止を犯した場合は、計量法第173条第1項により、50万円以下の罰金に処せられる。非法定計量単位による目盛等を付した計量器を販売したり販売目的で陳列した者も同様である。
典型72量以外の、以下の例のような事象に係る単位については、計量法による規制を受けることはなく、自由に取引または証明に用いることができる。
- 情報の大きさ（ＫＢ）
- 解像度（ＤＰＩ）
- 電源の相（φ）
- 導電率（μＳ／ｃｍ）（注）括弧内は記号の例である。

酵素活性のSI単位であるカタール(kat)も、酵素活性が典型72量に含まれないので、取引・証明に用いても計量法による規制を受けることはない。

## 単位記号
法定計量単位には、そのすべてについて、標準となるべき単位記号が定められている（計量単位規則）。詳細は単位記号を参照のこと。

## 法定計量単位の一覧
以下に、法定計量単位のすべてを種類別に示す。
1. いわゆるSIに係る単位（65量132単位）
2. SI単位のない量についての非SI単位（7量9単位）
3. SI単位のある量についての非SI単位（5量18単位）
4. 特殊の計量に用いる計量単位（9量13分野26単位）
5. ヤードポンド法による計量単位（14量33単位）
6. 仏馬力（1量1単位）

全部で、219単位である。ただしSI接頭語を付した単位は除いた数である。物象の状態の量については、1と2を併せて全部で72量である。3～6は重複した量である。

### いわゆるSIに係る単位（65量132単位）
計量法第3条と別表第1に規定されている。そのすべてがSI単位というわけではなく、トン、リットル、分、時、度 (角度)・分 (角度)・秒 (角度)、立方メートル毎時、グラム毎リットル、バール、ワット時、キュリー、ラド、レントゲン、レム、シーベルト毎時のような非SI単位が多数含まれている。
計量法に基づく計量単位一覧#SIに係る単位（65量132単位）

### SI単位のない量についての非SI単位（7量9単位）
計量法第4条第1項と別表第2に規定されている。
計量法に基づく計量単位一覧#SI単位のない量についての非SI単位（7量9単位）　

### SI単位のある量についての非SI単位（5量18単位）
計量法第4条第2項と別表第3に規定されている。
計量法に基づく計量単位一覧#SI単位のある量についての非SI単位（5量18単位）

### 特殊の計量に用いる計量単位（9量13分野26単位）
計量法第5条第2項、計量単位令第5条、別表第6に掲げられている。取引・証明にこれらの単位をその限定された用途以外に用いた場合は、非法定計量単位となる。例えば、真珠の質量を計るための「もんめ」単位は、真珠の質量以外の取引又は証明の用途に使用することはできない。
計量法に基づく計量単位一覧#特殊の計量に用いる計量単位（9量13分野26単位）

### ヤードポンド法による計量単位（14量33単位）
計量法附則第5条、計量単位令第8条、計量単位令別表第7に規定されている。
計量法に基づく計量単位一覧#ヤードポンド法の単位（14量33単位）

### 仏馬力（1量1単位）
計量法附則第6条、計量単位令第11条に規定されている。
計量法に基づく計量単位一覧#仏馬力

## 確立された単位を伴わない量の単位（14量に対応）
17量の物象の状態の量については法定計量単位の定めはない。うちの14量については政令により単位が定められている。これら14量に対応する計量単位については取引又は証明等に用いることが望ましいとされている。計量法の規制の対象にはならない。計量法に基づく計量単位一覧#法定計量単位ではない、熟度の低い単位（14量34単位）